# Craig Steadman
Craig Steadman, angleški igralec snookerja, * 7. julij 1982, Farnworth, Anglija.

## Kariera
Steadman se je uvrstil v četrtfinale IBSF svetovnega prvenstva 2006 v Amanu, Jordanija. Tam ga je izločil Manan Chandra s 6-3. Prav tako se je prebil v finale Evropskega prvenstva 2008, kjer ga je porazil David Grace z izidom 7-6.
Profesionalec je postal leta 2009 in se že v sezoni 2009/10 pridružil svetovni karavani. Mesto v njej si je zagotovil z osmim mestom v skupni razvrstitvi serije turnirjev PIOS (Pontin's International Open Series). Osmo mesto je bilo tudi zadnje, ki je še vodilo v karavano. 23. maja 2009 je skupaj s Chrisom Norburyjem in Michaelom Wildom osvojil moštveno prvenstvo Anglije. 